# Radamés Muñoz León
Radamés Muñoz León (26 de noviembre de 1942 - Miami, Estados Unidos, 22 de junio de 2019) fue un marino retirado y excandidato presidencial venezolano. 

## Carrera
Alcanzó el rango de vicealmirante en la Armada Nacional de Venezuela. Fue ministro de la Defensa durante el gobierno de transición de Ramón José Velásquez tras la destitución del segundo gobierno de Carlos Andrés Pérez, acusado de corrupción por el desvío de fondos públicos hacia el gobierno de Violeta Chamorro en lo que se denominaba La Partida Secreta.
Radamés Muñoz León, en compañía de algunos de sus colaboradores militares y civiles, se trasladó en un avión privado a Washington D. C. e intentó obtener el visto bueno del Departamento de Estado y el de Defensa para deponer el gobierno de transición de Velásquez, impedir las elecciones e instalar un régimen autoritario. Velásquez había tratado infructuosamente de reemplazar a Muñoz y a todos los miembros de la cúpula castrense.
Continuó en el cargo hasta su renuncia en enero de 1994, luego de que Rafael Caldera anunciara la destitución de la cúpula militar tras el descalabro de las dos intentonas golpistas del 4 de febrero y 27 de noviembre de 1992.

## Campaña presidencial
En 1998 fue candidato en las elecciones presidenciales de ese año por el Grupo Nacional de Electores Nuevo Rumbo, para enfrentar a Hugo Chávez a quien acusaba de contactos con el régimen de Fidel Castro y al que consideraba un delincuente. Obtuvo 2,919 votos lo que significó el 0,04% del universo de votantes.